# محمد حسيني
محمد حسيني (بالفارسية: محمد حسينى) (22 يونيو 1979 بفريمان في إيران ) هو لاعب كرة قدم إيراني في مركز الدفاع. شارك مع منتخب إيران لكرة القدم. أما مع النوادي، فقد لعب مع نادي أبو مسلم خراسان ونادي بيام وحدت خراسان ونادي ذوب آهن أصفهان ونادي فجر شهيد سباسي ونادي ملوان.

## وصلات خارجية
- محمد حسيني على موقع قاعدة بيانات كرة القدم.إي يو (الإنجليزية)